# Minoritenkloster Lennep

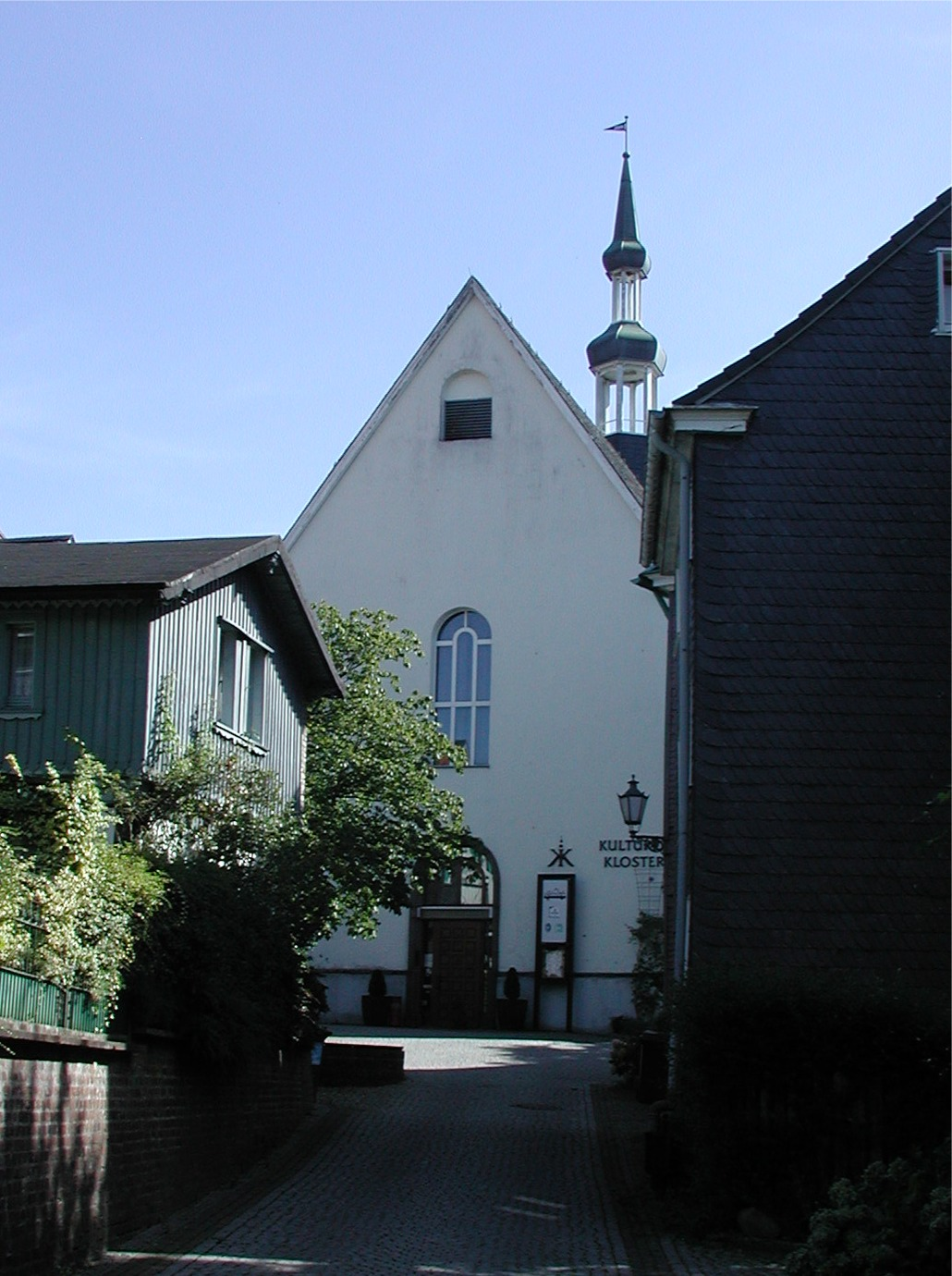
Klosterkirche in Lennep

Das Minoritenkloster Lennep war ein Kloster der Franziskaner-Minoriten in Lennep (heute Remscheid-Lennep) in Nordrhein-Westfalen. Das Kirchengebäude gilt als ältester vollständig erhaltener Sakralbau Remscheids und wird derzeit als Kulturzentrum genutzt.

## Geschichte
Bereits um 1400, spätestens jedoch 1444, bestand in Lennep ein Kloster der Franziskaner, in dem diese ab 1454 eine dreiklassige Lateinschule betrieben.
Dem Stadtbrand am 26. September 1563 fiel auch das Kloster zum Opfer. Die Stadt wurde in den Folgejahren wieder aufgebaut, gleichzeitig setzte sich jedoch in kleinen Schritten (Kleidung, Feste, Beichte, Abendmahl) die Reformation durch. So befand sich beispielsweise in der Kirche, in der der erste evangelische Pfarrer Johann Becker 1595 predigte, noch ein Katharinenaltar. Für diesen Altar entstanden weiterhin Einkünfte aus einem Katharinenvikariegut und auf ihm durften zwei Kerzen brennen, die an ihn gebundenen Messen durften dort aber nicht mehr gelesen werden. Das Kölner Stift St. Kunibert konnte sein Recht zur Besetzung der Pfarrstelle nicht mehr ausüben; es scheiterte an den Einwänden des Magistrats der Stadt.
1641 erlaubte der Landesherr, der Herzog von Berg, Minoriten aus Köln, sich in Lennep niederzulassen und dort eine Herberge für ihre Mitbrüder auf dem Weg von Köln nach Dortmund oder Münster einzurichten. Drei Brüder konnten am 8. März 1642 von dem einzigen noch in Lennep verbliebenen Ehepaar ein Haus erwerben und kurzfristig beziehen. Sie erhielten 1643 das Pfarrrecht. Zunächst waren sie auf Spenden angewiesen, erst 1664 erhielten sie Einkünfte aus der Katharinenstiftung. Auf dem dazugehörigen Grundstück am Rande der Stadt begannen sie am 6. Juli 1677 mit dem Bau eines dreiflügeligen Klosters, das 1681 vollendet werden konnte. Den vierten Flügel um den Kreuzgang bildete die einschiffige, spätgotische Kirche. Johann Jakob Lohe, der Abt des Klosters Altenberg, weihte sie am 24. August 1700 dem Kirchenpatron Bonaventura. Die Klosterkirche diente auch als Pfarrkirche für Gemeindeglieder aus Lennep, Remscheid und Lüttringhausen. Sie war 30 m lang, 11 m breit und 13 m hoch und hat, wie bei Minoritenkirchen üblich, statt eines Turms einen barocken Dachreiter. Seitenaltäre zeigten Antonius von Padua und die Gottesmutter. Auch das Bild der Lokalheiligen Katharina wurde aus der evangelischen Kirche hierher überführt.
Die Auseinandersetzung mit den Kreuzherren aus Beyenburg um die Zugehörigkeit der etwa 500 Gemeindeglieder, die teilweise auch aus Lüttringhausen und Remscheid kamen, konnten die Minoriten 1732 für sich entscheiden. Die Minoritengemeinschaft hatte für Lennep, Lüttringhausen und Remscheid das Privileg erhalten, Schulunterricht erteilen zu dürfen. Zunächst fand dies in dem angemieteten Haus, später dann im Kloster statt. Etwa um 1732 war die Zahl der – nicht nur katholischen – Schüler und Schülerinnen soweit angewachsen, das ein eigenes Schulgebäude gebaut wurde.
Die etwa zwölf Brüder in Lennep fassten die nähere Umgebung, deren Bevölkerung mittlerweile weitgehend dem lutherischen oder reformierten Bekenntnis folgte, als Missionsgebiet auf. Sie predigten auf dem Marktplatz an einem dort aufgebauten Altar und veranstalteten Prozessionen von Wermelskirchen und Burg nach Lennep. Im September 1744 luden sie drei Jesuiten für die Mission ein. Daraufhin kamen Katholiken aus Elberfeld, Hückeswagen, Beyenburg, Wipperfürth, Solingen, Burg und anderen Orten der Umgebung in die Stadt. Nach Protesten der evangelischen Gemeinde unterblieben diese Missionsversuche. Auch auf Grund seiner Randlage in der Stadt blieb das Kloster bei einem erneuten Stadtbrand am 6. Oktober 1746 als eines von nur wenigen Häusern unzerstört. 1760 richteten die Minoriten in Ronsdorf ein Bethaus für die dortige kleine katholische Gemeinschaft ein.
1803/1804 wurde das Kloster säkularisiert. Nachdem im Frühjahr 1803 finale Real- und Personalstatus erstellt beziehungsweise die vorjährigen korrigiert waren, wurde das Kloster zum 1. Juli 1804 aufgelöst. Zu Beginn der Aufhebung hatte die Klostergemeinschaft 1802 aus zehn Priester- und drei Laienbrüdern bestanden. Neben einem Klosterknecht wurden noch drei Personen zeitweise als Barbier, Organist und Balgtreter beschäftigt worden. Je ein Priester und ein Laienbruder verstarben noch vor dem tatsächlichen Ende des Klosters. Zwei Priester wählten den Weg ins Zentralkloster in Kaiserswerth. Ein Kapuziner wurde als nicht zur Klostergemeinschaft gehörig ohne Versorgung verabschiedet, zwei weitere gingen als Weltgeistliche ohne Pension – vermutlich hatten sie die Abfindung gewählt – ins Linksrheinische und können bis nach Flandern verfolgt werden. Drei Patres erhielten die bergische Pension von 50 Reichsthalern, wobei Pater Rink als neuer Pfarrer von Lennep angeordnet wurde. Dafür, dass er die örtliche Gemeinde weiterhin als Seelsorger betreuen durfte, hatten sich unter anderem die lutherische Gemeinde und der Magistrat eingesetzt. Ein Laienbruder blieb außerdem als Küster in Lennep, ein weiterer entschied sich nach einigem Zögern doch noch für den Eintritt ins Zentralkloster. Das Klostergebäude selbst beherbergte nun den Pfarrer, den Küster und den Lehrer an der katholischen Schule. Zeitweise wurde mit dem Magistrat erfolglos darüber verhandelt, auch die evangelische Schule ins Kloster zu verlegen. Die katholische Schule litt von Anfang an unter einer mangelhaften Finanzierung, so dass 1807 der Schulfonds bemängelte, nicht länger in der Lage zu sein, weitere Vorschüsse für den Betrieb und die Besoldung des Lehrers zu gewähren.
Nach der Säkularisation wurde das Inventar des Klosters versteigert. Teile einer Bibliothek gelangten an die Kurfürstliche Bibliothek in Düsseldorf, deren Bestand später auf die Universitäts- und Landesbibliothek Düsseldorf überging. Den Grundbesitz erwarb 1810 der Lenneper Kaufmann Johann Daniel Fuhrmann.
Auf Grund der zunehmenden Industrialisierung wuchs die Gemeinde rasch auf etwa 3.000 Gemeindemitglieder an. Um zusätzlichen Raum in der Kirche zu schaffen, wurden 1820 die Seitenaltäre entfernt und 1831 eine Empore eingezogen. Für die Gemeindemitglieder aus Remscheid entstand 1847 dort eine eigene Kirche. Dies alles reichte jedoch nicht aus. Bis nach Koblenz und Trier sammelte die Gemeinde in der Rheinprovinz Geld für einen Neubau. Nach zwei Jahren Bauzeit konnte 1868 die Kirche St. Bonaventura, eine dreischiffige, neugotische Hallenkirche, in der Nähe des Schwelmer Tores eingeweiht werden. Die Minoritenkirche wurde aufgegeben.
Nach langem Leerstand und zeitweiliger Nutzung als Schlosserei erwarb 1887 der Textilfabrikant Carl Mühlinghaus das Gebäudeensemble. Er ließ fünf Zwischendecken in die Kirche einziehen, um dort Webmaschinen aufstellen und eine Trikotagenfabrik betreiben zu können. Den Antrieb lieferte zunächst eine Dampfmaschine im Erdgeschoss, die Nebengebäude dienten als Lager und Verwaltungsbüros. 1975 wurde das Unternehmen aus finanziellen Gründen geschlossen.
1983 schlossen sich Bürger in dem Verein Klosterkirche RS-Lennep e. V. zusammen, um den Abriss der ehemaligen Kirche zu verhindern. Mit Spenden und finanziellen Mitteln von Stadt und Land begann 1985 die Restaurierung der Gesamtanlage, die 1987 abgeschlossen werden konnte. Bei der Renovierung wurde noch die originale Bodenfensterfassung am Nordfenster der Chorapsis freigelegt. Mit der Sanierung konnte das Gebäudeensemble als Bürger- und Kulturzentrum mit einer Bühne erhalten werden, Teile werden als Restaurant Klosterschänke geführt.